# Live at Donington
Live at Donington je živá nahrávka heavymetalové skupiny Iron Maiden, nahraná na britském festivalu v obci Castle Donington během Fear of the Dark Tour před téměř 70 000 diváky. Vystoupení s sebou nese zvláštní hodnotu, protože je považováno za poslední velký koncert kapely před odchodem zpěváka Bruce Dickinsona následujícího roku. Bývalý člen Adrian Smith se na kytaru připojil během skladby „Running Free“.
Roku 1998 bylo album znovu vydáno. Původní bílý obal s logem byl vyměněn za koncertní plakát, také seznam skladeb byl pozměněn.

## Původní seznam skladeb

### CD I
1. Be Quick or Be Dead
2. The Number of the Beast
3. Wrathchild
4. From Here to Eternity
5. Can I Play with Madness
6. Wasting Love
7. Tailgunner
8. The Evil That Men Do
9. Afraid to Shoot Strangers
10. Fear of the Dark

### CD II
1. Bring Your Daughter…To the Slaughter
2. The Clairvoyant
3. Heaven Can Wait
4. Run to the Hills
5. 2 Minutes to Midnight
6. Iron Maiden
7. Hallowed Be Thy Name
8. The Trooper
9. Sanctuary
10. Running Free

## Seznam na znovuvydání

### CD I
1. Be Quick or Be Dead
2. The Number of the Beast
3. Wrathchild
4. From Here to Eternity
5. Can I Play with Madness
6. Wasting Love
7. Tailgunner
8. The Evil That Men Do
9. Afraid to Shoot Strangers
10. Fear of the Dark
11. Bring Your Daughter…To the Slaughter
12. The Clairvoyant
13. Heaven Can Wait
14. Run to the Hills

### CD II
1. 2 Minutes to Midnight
2. Iron Maiden
3. Hallowed Be Thy Name
4. The Trooper
5. Sanctuary
6. Running Free

## Sestava
- Bruce Dickinson - zpěv
- Dave Murray - kytara
- Janick Gers - kytara
- Steve Harris - baskytara
- Nicko McBrain - bicí

- Michael Kenney - klávesy
- Adrian Smith - kytara během skladby „Running Free“